# 薬師寺厚
薬師寺 厚（やくしじ ひろし、1913年7月2日 - 1998年12月8日）は、日本の建築家。佐野利器の女婿。

## 経歴
岡山県出身。父の薬師寺主計は大原美術館などを設計した建築家である。1932年（昭和7年）私立武蔵高等学校卒業後、1937年（昭和12年）、東京帝国大学工学部建築学科を卒業（同期に丹下健三らがいる）。
逓信省（当時）に入省し山田守に薫陶を受ける。郵政省（当時）の建築部長を経て1964年（昭和39年）退官した。その後藤田建設に入社し、1965年常務、1971年専務、1979年顧問、1982年監査役を務めた。1983年、勲三等瑞宝章受章。

## 建築作品
- 東京空港郵便局（1956年、日本建築学会賞作品賞受賞）

## 参考資料

### 著書
- 「日本の建築　その芸術的本質について」東海大学